# 小行星8427
小行星8427（英語：8427）是一颗围绕太阳公转的小行星。1997年10月6日，清水義定、浦田武在那智胜浦町发现了此天体。
这颗小行星的绝对星等为348.666486582614等。